# GrapheneOS
GrapheneOS es un sistema operativo móvil de código abierto basado en Android desarrollado como un proyecto sin fines de lucro que se enfoca en la privacidad y seguridad. GrapheneOS realiza mejoras sustanciales tanto en la privacidad como en la seguridad a través de muchas características cuidadosamente diseñadas para funcionar contra adversarios reales.Originalmente era conocido como Android Hardening hasta marzo de 2019.

## Historia
El programador principal, Daniel Micay, trabajó originalmente en CopperheadOS hasta que se produjo un cisma entre los cofundadores de Copperhead Limited. Después del incidente, Micay centró su atención en el proyecto de Android Hardening, el cual rebautizó como GrapheneOS para reflejar mejor en lo que se había convertido el proyecto.

## Características

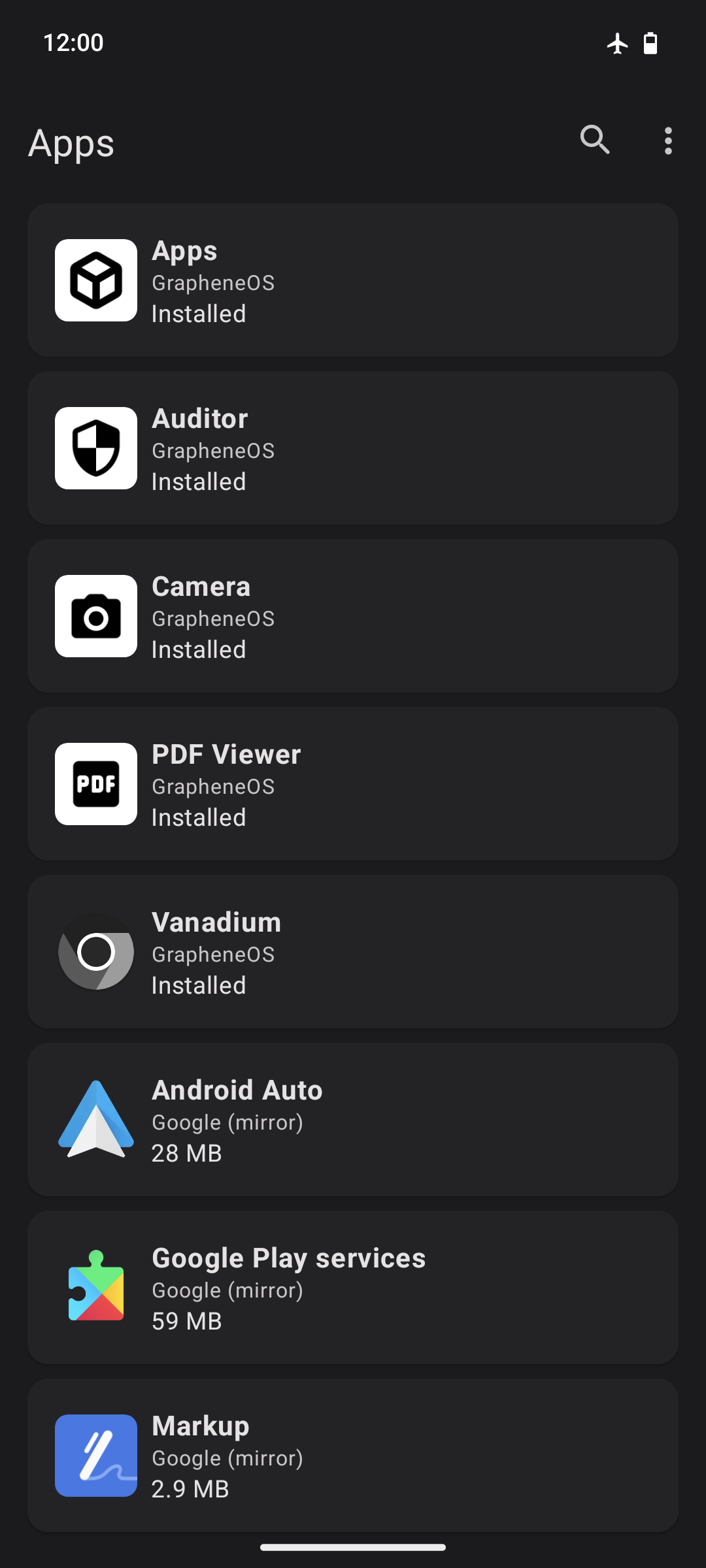
La "App Store" predeterminada de GrapheneOS (antes conocida simplemente como "Apps")

La misión de GrapheneOS es mejorar la privacidad y la seguridad del sistema operativo y de las aplicaciones que se ejecutan en él. A pesar de la robustez de estas medidas de seguridad, el proyecto se esfuerza por asegurar que estas no afecten negativamente la experiencia del usuario.
Un aspecto significativo de GrapheneOS es su contribución a la investigación y desarrollo de tecnologías avanzadas en el campo de la privacidad y seguridad. Algunos de estos desarrollos incluyen la mejora de la técnica de aislamiento de procesos conocida como sandboxing, la mitigación de la explotación de vulnerabilidades de seguridad o exploits, y la evolución del modelo de permisos para aplicaciones. De forma predeterminada, GrapheneOS no incluye las aplicaciones de Google. Sin embargo, los usuarios pueden instalar una versión de espacio aislado de los Servicios de Google desde la aplicación «Aplicaciones» preinstalada. Esto permite acceder a Google Play Store y a las aplicaciones que dependen de los servicios de Google, incluyendo funciones como notificaciones automáticas y pagos dentro de la aplicación.
Además de su sistema operativo, el proyecto GrapheneOS ha producido varias aplicaciones y servicios orientados a la privacidad y la seguridad. Un ejemplo notable es Vanadium, un navegador web con mayor seguridad basado en Chromium que también incorpora una implementación de WebView más segura. También han desarrollado un visor de PDF que prioriza la seguridad en su diseño y funcionalidad.
GrapheneOS proporciona un manejo integral de privacidad otorgando a cada aplicación instalada acceso revocable a la red y permisos específicos de sensores, además de incluir la aleatorización de la dirección MAC por conexión de forma predeterminada. También cuenta con una opción de codificación de PIN para la pantalla de bloqueo.
La aplicación de la cámara prioriza la privacidad del usuario y reduce la recolección de datos. Las fotos y videos se almacenan a través de la API de almacenamiento de medios, por lo que no se necesitan permisos adicionales. El micrófono y la localización solo son opcionales, y por defecto, se quita la metadata Exif.
En el ámbito de la verificación de la integridad del dispositivo, GrapheneOS ha introducido una aplicación llamada Auditor, que permite la verificación local y remota de dispositivos. Además, el sistema operativo incluye una solución de respaldo cifrado, conocida como Seedvault, que ha sido desarrollada de manera externa.
GrapheneOS solo es compatible oficialmente con dispositivos Pixel.

## Compatibilidad
Los siguientes dispositivos cuentan con soporte oficial por parte de GrapheneOS:
- Pixel 9 Pro Fold (comet)
- Pixel 9 Pro XL (komodo)
- Pixel 9 Pro (caiman)
- Pixel 9 (tokay)
- Pixel 8a (akita)
- Pixel 8 Pro (husky)
- Pixel 8 (shiba)
- Pixel Fold (felix)
- Pixel Tablet (tangorpro)
- Pixel 7a (lynx)
- Pixel 7 Pro (cheetah)
- Pixel 7 (panther)
- Pixel 6a (bluejay)
- Pixel 6 Pro (raven)
- Pixel 6 (oriole)

Los dispositivos listados a continuación han llegado al final de su ciclo de vida y ya no obtienen actualizaciones de seguridad para el firmware ni para la mayoría de sus controladores pero continúan recibiendo mantenimiento por parte de GrapheneOS, que les proporciona actualizaciones importantes:
- Pixel 5a (barbet)
- Pixel 5 (redfin)
- Pixel 4a (5G) (bramble)
- Pixel 4a (sunfish)
- Pixel 4 XL (coral)
- Pixel 4 (flame)

## Recepción
Georg Pichler de Der Estándar, y otros noticieros, citaron a Edward Snowden, diciendo en Twitter: "Si estuviera configurando un smartphone hoy, usaría GrapheneOS de Daniel Micay como sistema operativo base."
Al debatir por qué los servicios no deberían de obligar a los usuarios a instalar aplicaciones propietarias, Lennart Mühlenmeier, de netzpolitik.org, sugirió GrapheneOS como alternativa a Apple o Google. Svět Mobilně y Webtekno repitieron las sugerencias de que GrapheneOS es un buen sustituto del Android estándar orientado a la seguridad y la privacidad.
En un análisis detallado de GrapheneOS para Golem.de, Moritz Tremmel y Sebastian Grüner afirmaron que pudieron utilizar GrapheneOS de forma similar a otros Android, pero disfrutando de más libertad frente a Google, sin notar diferencias de "protección adicional de la memoria, pero así es como debe ser." Concluyeron que GrapheneOS no puede cambiar el hecho de que "los dispositivos Android se conviertan en basura después de tres años como máximo", pero "puede asegurar mejor los dispositivos durante el resto de su vida útil, protegiendo la privacidad."
En enero de 2021, El CEO de Twitter, Jack Dorsey, publicó un enlace al sitio web de GrapheneOS posiblemente tomando interés en el sistema operativo.
En junio de 2021, se publicaron en Cellular News reseñas de GrapheneOS, KaiOS , AliOS y Tizen OS . La crítica de GrapheneOS afirmó que es "posiblemente el mejor sistema operativo móvil en términos de privacidad y seguridad". Sin embargo, criticaron a GrapheneOS por su inconveniencia para los usuarios, diciendo que "GrapheneOS está completamente fuera de Google y permanecerá así para siempre, al menos según los desarrolladores". También notaron una "ligera disminución del rendimiento" y dijeron que "una aplicación puede tardar dos segundos completos, incluso si es solo la aplicación Configuración, en cargarse por completo".
En marzo de 2022, un escrito para How-To Geek Joe Fedewa dijo que las aplicaciones de Google no se incluyeron debido a preocupaciones sobre la privacidad, y GrapheneOS tampoco incluía una tienda de aplicaciones predeterminada. En cambio, Fedewa sugirió que se podría usar F-Droid, que tiene un funcionamiento similar al de Google Play. En una revisión de GrapheneOS instalado en un Pixel 3 , después de una semana de uso, Jonathan Lamont de MobileSyrup opinó que GrapheneOS demostró la dependencia de Android en Google . Llamó al proceso de instalación de GrapheneOS "sencillo" y concluyó que le gustaba GrapheneOS en general, pero criticó la instalación posterior porque "a menudo no es una experiencia perfecta cómo usar un Pixel sin modificar o un iPhone", atribuyendo su experiencia a su "exceso de confianza en las aplicaciones de Google" y la ausencia de algunas funciones "inteligentes" en las aplicaciones de teclado y cámara predeterminadas de GrapheneOS, en comparación con el software de Google. En su publicación de impresiones iniciales una semana antes, Lamont dijo que después de una fácil instalación, hubo problemas con los permisos para la aplicación Mensajes de Google y dificultad para importar contactos. Lamont luego concluyó: "Cualquiera que busque una experiencia sencilla puede querer evitar GrapheneOS u otras experiencias de Android orientadas a la privacidad, ya que la privacidad gana a menudo a expensas de la comodidad y la facilidad de uso". 
En julio de 2022, Charlie Osborne de ZDNet sugirió que las personas que sospechan de una infección de Pegasus utilicen un dispositivo secundario con GrapheneOS para una comunicación segura.
En enero de 2023, una nueva empresa suiza, Apostophie AG, anunció AphyOS, que es un sistema operativo Android basado en una tarifa de suscripción y servicios "construidos sobre" GrapheneOS. Sin embargo, los desarrolladores de GrapheneOS advierten que se trataba de marketing engañoso y fue eliminado en gran medida de su sitio mucho después de que todos los sitios de noticias informaran que estaba basado en GrapheneOS. AphyOS parece estar basado en Android 13 y lleva el cliente de actualización de LineageOS. También lleva una versión desactualizada de Google Play  similar a las versiones heredadas de soporte extendido para dispositivos al final de su vida útil que proporciona GrapheneOS, pero esto, según los desarrolladores, no lo convierte en GrapheneOS.